# Baudelaire (singolo)
Baudelaire è una canzone dei Baustelle. È il terzo singolo estratto dal loro album Amen, pubblicato nel 2008. Il brano è entrato in rotazione radiofonica a partire dal 30 giugno 2008.

## Il brano
Parlando del brano Francesco Bianconi ha dichiarato:

## Il video
Il video musicale prodotto per Baudelaire è stato diretto da Mr. Maciunas e Massimiliano Bartolini e prodotto da Alessandro Chiappello della Casasonica Management. Il video affronta il tema della morte ed è stato girato in Sicilia e Catania. La canzone è più breve della versione incisa, mancando alcuni versi (ad esempio mancano i versi su Saffo, Socrate e Piero Ciampi) e la lunga coda strumentale. All'inizio si sente la voce di Bianconi che pone una domanda sul senso della vita, tratta dal documentario Baustelle in Sicilia, in cui vengono "intervistati" sull'argomento diversi siciliani, da adulti a bambini delle scuole elementari, ad opera dei componenti del gruppo.

## Citazioni
- Baudelaire: Charles Baudelaire, poeta francese.
- avremo divani fondi come tombe/stando a quanto dice Baudelaire: il riferimento è alla poesia La morte degli amanti, contenuta nella raccolta I fiori del male di Baudelaire.
- Satana: l'angelo ribelle della tradizione cristiana e abramitica, uno dei riferimenti alla poetica baudelariana (si veda l'incipit Al lettore e la lirica Le litanie di Satana, contenuti ne I fiori del male)
- Pasolini: Pier Paolo Pasolini, poeta, regista e intellettuale ucciso nel 1975; il riferimento è alla sua morte: fu ritrovato senza vita sulla spiaggia di Ostia (nello stesso istante/in qualche altra spiaggia).
- Caravaggio: pittore italiano, il cui nome di battesimo era Michelangelo Merisi.
- Luigi Tenco: cantautore italiano morto suicida nel corso del Festival di Sanremo 1967.
- Piero Ciampi: cantautore livornese, anch'egli dall'esistenza tormentata.
- Saffo: poetessa dell'antica Grecia che si suicidò per il suo amore non corrisposto.
- Socrate: filosofo dell'antica Grecia condannato a morte mediante assunzione della cicuta.
- datti al giardinaggio dei fiori del male: nuovo riferimento alla raccolta poetica I fiori del male di Baudelaire.

## Curiosità
- Il rapper Fabri Fibra, per la sua canzone Bisogna scrivere (inserita nell'album Guerra e pace del 2013), ha preso ispirazione da un verso di Baudelaire ("è necessario credere / bisogna scrivere") ripetuto in entrambi i brani.